# UFO Sweden
UFO Sweden är en svensk sci fi- och äventyrsfilm från 2022, skapad av filmkollektivet Crazy Pictures. Filmen gavs ut av SF Studios och hade biopremiär i Sverige den 25 december 2022.

## Handling
Historien utspelar sig i Norrköping 1996. Den fosterhemsplacerade tonårsrebellen Denise börjar tro att hennes pappa, som försvann för åtta år sen, inte är död, utan kidnappad av UFO:n. När ingen annan tror på henne, tar hon hjälp av en lokal UFO-förening, för att försöka ta reda på sanningen.

## Rollista (i urval)
- Inez Dahl Torhaug – Denise Stjärne
- Lilly Lexfors - Denise som 8-åring
- Oscar Töringe – Uno Stjärne
- Jesper Barkselius – Lennart
- Eva Melander – Kicki
- Sara Shirpey – Tomi
- Håkan Ehn - Gunnar
- Isabelle Kyed – Töna
- Mathias Lithner - Mats
- Niklas Kvarnbo Jönsson - Karl (”Tefat”)
- Joakim Sällquist - Kenneth
- Clas Svahn (Cameoroll)
- Christoffer Nordenrot

## Produktion

### Idé och bakgrund
När medlemmarna i filmkollektivet Crazy Pictures runt premiären 2018 av deras film, Den blomstertid nu kommer, såg Michael Cavanaghs och Kerstin Übelackers dokumentärfilm Ghost Rockets insåg Victor Danell att han bodde i närheten av Archives for the unexplaineds lokaler och tog kontakt med dem och UFO-Sverige. Så föddes idén att göra en svensk science fiction-film med det okända som tema.
Enligt filmskaparna själva är filmen "en äventyrsfilm för vuxna" inspirerad av filmer och TV-serier som Stranger Things, True Detective, Arkiv X och Interstellar. Filmen producerades av Crazy Pictures i samproduktion med SF Studios, Film i Väst och SVT med stöd från Norrköpings filmfond, Svenska Filminstitutet och Nordisk Film & TV Fond med arbetstitlarna Projekt X och UFO Sweden.

### Inspelning
Filmen började spelas in i Norrköping i augusti 2021. Inspelningarna avslutades i början av 2022, med några kompletterande scener inspelade under sommaren.
Källaren som UFO Sweden håller till i ligger på Ljuragatan i Norrköping och är samma lokal som den riktiga föreningen Archive for the unexplained har sina lokaler.
Filmen hade en budget på runt 39 miljoner kronor.

### Distribution
Filmen distribueras i Norden av SF Studios och kommer även visas i bland annat Tyskland, Spanien och Ungern.
Delar av filmen visades även på filmfestivalen i Cannes 2022. Filmen premiärvisades den 12 december i Norrköping, där filmen till stor del spelades in.
Filmen har visats vid Filmfestivalen i Belgien och Taiwan.